# 버블티 진보
버블티 진보 (Boba liberal, 한글: 보바 리버럴) 은 주로 서양의 아시아 이주민 사회, 특히 미국에서 사용되는 신조어이다. 이는 서양에 사는 동아시아 또는 동남아시아계 사람 중 얕고 불성실한 진보적 관점을 가진 자를 가리키며, 가끔은 동아시아나 동남아시아적 정체성을 남용하는 보수주의자를 가리키는 데 쓰인다. 트위터에서 아시아계 미국인 좌파성향 커뮤니티 사이에서 생겨난 신조어로, 일명 "버블티 진보"는 오로지 백인과 가까워보이기 위해 진보적인 신념을 간직하되, 동시에 아시아인과 관련된 문제를 무시하고 사소하게 여긴다는 비난을 받는다.
The North Jersey Record의 Mary Chao (매리 차오)는 "아시아인들은 진보적 백인성을 갈망하는 동료를 버블티 진보"라고 말했다. The Yale Herald 의 한 기사가 설명한 바에 따르면, 버블티 진보는 "아시아계 미국인—주로 동아시아계 미국인—중 독점적으로 자신들에게 이익이 되는 이슈에 대한 옹호를 하며, 정작 그들의 역사 중 문제점을 무시하며 다른 유색인종인 사람들을 도우려 하지 않는 이들의 민족주의적 정치관을 일컫는 용어"라고 분석했다. 페미니스트 잡지인 Fem은 "버블티 진보주의 (Boba liberalism)의 대표인물은 중산층과 상류층에 속하는 아시아계 미국인"이라며, "그러므로 버블티 진보들은 자본주의로부터 이익을 받기에 자본주의의 단점들에 대하여 무관심하다"며 지적했다. 예를 들어, "백인 다수 공간 속 아시아인의 대표성, 또는 젓가락을 머리에 꽂는 행위는 문화남용인가 아닌가, 등의 주제들이 버블티 진보 진영에서 인기 있는 가운데, 불평등, 글로벌화, 인종차별 등에 대해서는 의도적으로 회피한다"고 말했다.
UnHerd는 보수성향 아시아계 미국인들이 이 용어를 자본주의를 비판하기 위해 사용한 것이 아니라 "특히 노동 계층의 아시아인들을 비롯한 다른 아시아인들을 팔아치워 엘리트 백인 진보들의 호감을 사려는 소수이지만 영향 높은 진보적 아시아계 미국인 활동가 집단"을 겨냥한 것이라고 말했다.
버블티 진보는 버블티를 좋아하는 등 아시아인의 고정관념적 특성을 이용하여 아시아적 신원을 입증하려 한다는 비난을 받는다.
아시아 디아스포라 잡지인 Plan A Magazine은 영화 Crazy Rich Asians (크레이지 리치 아시안스) 와 시트콤 Fresh Off the Boat (프레시 오프 더 보트)를 "버블티 진보 미디어"라고 표시하며 이를 "특정 종류의 원자화된 정체성 정치"의 결과라고 불렀다. 다른 언론사들도 마찬가지로 크레이지 리치 아시안스 영화를 보바 진보주의와 연결했다.

## 논란
"버블티 진보"라는 용어는 2019년 베트남계 미국인 트위터 유저 Redmond (레드먼드) (@diaspora_is_red)가 마르크스주의적 관점에서 아시아계 미국인 진보주의의 한 형태를 분석하기 위해 지은 것이다. 이후 레드먼드는 그의 신조어의 오용으로써 그가 원한 "사회주의, 공산주의, 자본주의 체제, 제국주의, 디아스포라 부르주아지"에 대한 논의에 실패하고 "버블티 진보주의"를 결함된 "동아시아 특권" 개념과 혼동함으로써 마르크스주의 틀이 벗겨진 점에 대해여 비판을 해왔다. 2024년 레드먼드는 보수와 진보 모두의 단어 오용을 비판하며, "버블티 진보주의라는 단어가 차라리 사라졌으면 좋겠다"며, "진부하고 식상하다"고 말했다.
1. 1 2  Frias, Lauren (2021년 5월 6일). “Boba liberalism: How the emergence of superficial activism could cause more harm than good to the AAPI community”. 《Business Insider》. 2024년 9월 11일에 원본 문서에서 보존된 문서. 2025년 1월 8일에 확인함.
2. ↑  Rosen, Laura (2021년 2월 18일). “The Quad: Bursting the bubble of boba liberalism amid the COVID-19 pandemic”. 《Daily Bruin》. 2022년 2월 13일에 확인함.
3. ↑  Yukiko, Sarah (2021년 12월 24일). “Boba liberals: The meaning of the term used to describe the Asian Americans everyone loves to hate”. 《NextShark》. 2022년 2월 13일에 확인함.
4. 1 2 3  Quach, Cindy (2021년 2월 27일). “What is Boba Liberalism?”. 《Fem》. 2022년 2월 13일에 확인함.
5. 1 2 3  Chao, Mary (2022년 11월 22일). “How did trendy boba tea become a symbol for liberal, upper-class Asians?”. 《The North Jersey Record》 (New Jersey: Gannett Company). 2025년 1월 8일에 확인함.
6. 1 2  Zhao, Yingying (2021년 2월 4일). “Bubble Tea, Boba Liberalism, and Capitalism’s Effects on East Asian Diasporic Identity”. 《The Yale Herald》. 2025년 1월 8일에 확인함. It is used to describe the ethnocentric politics of Asian Americans, usually of East Asian descent, who exclusively advocate for issues that benefit themselves, without acknowledging problematic dimensions of their own history and working to support other people of color. Boba liberalists think that they are the solution to the systemic problems of racism and discrimination that we face today, when in fact, boba liberalism is an offshoot of these issues.
7. 1 2  Peng, Sheluyang (2023년 7월 14일). “The Asian-American class war”. 《UnHerd》. 2025년 1월 8일에 확인함.
8. ↑  Aich, Ron; Constable, Emma (2021년 4월 21일). “The rise and fall of “boba liberalism””. 《The Epic》 (Lynbrook High School). 2025년 1월 8일에 확인함.
9. ↑  Shibuya, Karen (2020). “COVID-19 and the End of Boba Liberal Media”. 《Plan A Magazine》. 2025년 1월 8일에 확인함.
10. 1 2  “Socialist With SE Asian Diaspora Characteristics”. 《X》. 2020년 7월 28일.
11. ↑  Redmond (2024년 5월 29일). “We’re all Boba Liberals Now (Don’t Laugh!)”. 《Substack》 (영어). 2025년 1월 8일에 확인함. The term boba liberalism can go away for all I care. It’s corny and stale, and it’s infested with the worst yellow-faced flies. The fact of the matter is that Asian American liberalism and its reactionary twin are part of the same American phenomenon that we must uproot and toss to the wind.

## 추가 읽기
- Phruksachart, Melissa (2020년 3월 1일). “The Bourgeois Cinema of Boba Liberalism”. 《Film Quarterly》 73 (3): 59–65. doi:10.1525/fq.2020.73.3.59. 2022년 2월 13일에 확인함.